# Димитър Осинин
Димитър Николов Попов, известен с литературните си псевдоними Димитър Осинин и Димитър Белоречки, е български писател (поет, пътеписец, очеркист), фолклорист и учител, оглавил комисията, изготвила правописната реформа от 1945 г.

## Биография
Роден е в с. Долна Бела речка, Вършецко на 10 февруари 1891 г. Завършва Софийската духовна семинария в София (1911) и „Славянска филология“ в СУ „Св. Климент Охридски“ (1926).
В периода 1911 – 1916 г. е учител в селата Горна Бела речка и Бърдарски геран. По време на Първата световна война е офицер на Южния фронт при Вардар и Дойран. През 1922 г. е учител в Бяла Слатина.
Взема участие в Септемврийския селски бунт (1923), а след разгрома му емигрира в Югославия и Австрия; последовател е на Коминтерна. Следващата година се завръща в България.
От 1926 до 1929 г. е преподавател в свещеническото училище при Черепишкия манастир, след това работи като библиотекар във Варненската мъжка гимназия от 1929 до 1934 г. В продължение на 10 години е учител в Първа мъжка гимназия в София.
След Деветосептемврийския преврат е директор на културата и висшето образование в Министерството на науката и просветата в продължение на година.
Също след преврата той е председател на комисията, прокарала правописната реформа от 1945 г. по примера на тази, извършена от болшевиките веднага след Октомврийската революция. Много по-късно (1973 г.) Димитър Осинин признава собствената си вина и пише, че изпитва „тъга и срам“, дори призовава от страниците на списание „Български език“ (брой 3–4 от 1973): „още веднъж сериозно да обсъдим въпроса за ѣ... Единственият изход е да оставим свободно да се яка и ека, като отново върнем обединяващото формално ѣ“.
Удостоен е с почетното звание „Заслужил деятел на културата“. Умира в София на 18 април 1981 г.

## Творчество
Димитър Осинин е автор на стихотворения, пътеписи и очерци. Събира, обработва и издава народни песни. Превежда от немски и руски език.
Сътрудничи на периодичния печат и специализираните издания. Член е на Съюза на българските писатели.